# Cycloteuthis
Cycloteuthis is een geslacht van inktvissen uit de  familie Cycloteuthidae.

## Soorten
- Cycloteuthis akimushkini Filippova, 1968
- Cycloteuthis sirventi Joubin, 1919